# Carl Remigius Medical School
Die Carl Remigius Medical School ist eine private Fachhochschule mit Studiengängen im medizinischen, pflegerischen und gesundheitsökonomischen Bereich und gehört zur Bildungsgruppe der Carl Remigius Fresenius Education AG.

## Geschichte
Die Carl Remigius Medical School wurde im April 2016 gegründet. Sitz der Gesellschaft ist Idstein. Daneben unterhält die Carl Remigius Medical School bundesweit drei weitere Standorte, in Frankfurt am Main, Hamburg und München. Mit der Gründung wurden ursprünglich in der Hochschule Fresenius beheimatete Studiengänge mit engem Bezug zu Medizin, Pflege und Gesundheitsökonomie in der Carl Remigius Medical School angesiedelt. Sie startete mit sieben Studiengängen. Aktuell bietet sie drei Bachelor-Studiengänge sowie fünf Masterstudiengänge an. Dazu kommen diverse Aus- und Fortbildungen. Im Jahr 2017 gründete die Carl Remigius Medical School gemeinsam mit dem Universitätsklinikum Frankfurt sowie dem Bürgerhospital und dem Clementine Kinderhospital die erste Hebammenschule in Frankfurt am Main. Seit September 2017 werden dort Hebammen und Entbindungspfleger ausgebildet. Damit sollte in der Metropolregion Frankfurt Rhein-Main eine große Versorgungslücke geschlossen werden.
Allgemein fokussiert sich die Carl Remigius Medical School auf die Ausbildung von Fach- und Führungskräften für die Gesundheitsbranche. Sie versteht sich als Bildungspartner für Unternehmen im Gesundheitswesen, insbesondere in Fragen des Personalmanagements. Hervorzuheben ist das Studium der Physician Assistance, das Studierende zur Ausübung delegierter ärztlicher Tätigkeiten qualifiziert und für eine Entlastung der deutschen Ärzteschaft sorgen wird. Der 120. Deutsche Ärztetag in Freiburg hat im Mai 2017 das Delegationsmodell „Physician Assistant“ (PA) zur Arztentlastung und -unterstützung befürwortet, das die Bundesärztekammer (BÄK) und die Kassenärztliche Bundesvereinigung (KBV) im Auftrag früherer Ärztetage erarbeitet haben.
Der Namensgeber Carl Remigius Fresenius (1818 bis 1897) war ein deutscher Wissenschaftler, der 1848 in Wiesbaden ein chemisches Laboratorium gründete, das sich von Anfang an auch der Lehre widmete. Er trat ein für die Einheit von Forschung, Lehre und Praxis und engagierte sich für Wissenschaft, Gesellschaft, Bildung und Zukunftsthemen. Deswegen wollen Bildungsunternehmen in seiner Tradition stehen, darunter auch die Carl Remigius Medical School.

## Bildungsangebot

### Bachelor-Studiengänge
Die Carl Remigius Medical School bietet folgende Bachelor-Studiengänge an:
- Medizinpädagogik B.A. (berufsbegleitend, fünf Semester)
- Physician Assistance B.Sc. (Vollzeit, acht Semester)
- Physician Assistance für Gesundheitsberufe B.Sc. (berufsbegleitend, zehn Semester)
- Hybride Gefahrenabwehr B.Sc. (berufsbegleitend, acht Semester)

### Master-Studiengänge
Folgende Master-Studiengänge werden angeboten:
- Interprofessionelle Gesundheitsversorgung in der Pädiatrie M.Sc. (berufsbegleitend, vier Semester)
- Naturheilkunde & komplementäre Medizin M.Sc. (berufsbegleitend, vier Semester)
- Krisen- und Notfallmanagement M.Sc. (berufsbegleitend, vier Semester)
- Medizinpädagogik M.A. (berufsbegleitend, fünf Semester)
- Medizinpädagogik für Gesundheitsberufe M.A. (berufsbegleitend, vier Semester)
- Physician Assistance M.Sc. (berufsbegleitend, vier Semester)

### Aus- und Fortbildungen
Folgende Aus- und Fortbildungen werden angeboten:
- Fortbildung: "Erweiterte Versorgungsmaßnahmen am Erwachsenen (ALS)"
- Fortbildung für psychische Resilienz – Überleben Land 18E
- Fortbildung für Einsatzmedizin 18F
- Prolonged Field Care & (Tactical) Evacuation Care – 18P

## Standorte
Die Carl Remigius Medical School ist bundesweit an vier Standorten vertreten. Nicht an allen Standorten werden alle Studiengänge angeboten.
- Idstein
- Frankfurt am Main
- Hamburg
- München[13]

## Kooperationen
Die Carl Remigius Medical School kooperiert mit verschiedenen Unternehmenspartnern. Darüber hinaus arbeitet sie auch regelmäßig mit Kliniken zusammen, sodass in Praxisphasen die Theorie mit der Praxis verzahnt werden kann.